# 数鹿流ヶ滝
数鹿流ヶ滝（すがるがたき）は、熊本県阿蘇郡南阿蘇村にある滝。日本の滝百選に選定されている。

## 概要
阿蘇山の外輪山の西部の切れ目に位置する。黒川水域の滝で、黒川 (熊本県)が白川に合流する地点の少し上流にある。現地の案内板によれば、落差60m、滝幅20m、滝壷の広さ2,970m2となっている。国道57号と国道325号の合流点にある阿蘇大橋より滝が眺望できる。
神話の伝説では、健磐龍命（タケイワタツノミコト、阿蘇大明神）がカルデラ湖となっていた阿蘇に田畑を造るため、外輪山を蹴破った。そこに滝が出来た。この時に、鹿が数頭流され「数鹿流ヶ滝」と呼ばれるようになったと言われる。
もう一つの伝承として、鎌倉時代初期の建久2年（1191年）阿蘇氏が「下野の狩り」と呼ばれる巻狩を行った。この巻狩の際に、追い詰められた鹿が逃げ場を失い数頭が滝に落ちて流された。このため、この滝は「数鹿流ヶ滝」と呼ばれるようになったというものがある。この巻狩は建久4 年（1193年）に行われた「富士の巻狩り」の手本となったとされる。

## アクセス
- JR豊肥本線立野駅よりタクシーで5分。
- 車の場合は、九州自動車道熊本ICから国道57号を阿蘇方面へ23km。

## 参考資料
- 『日本の滝100選』 グリーンルネッサンス事務局/編、1991年、講談社
- 『日本の滝②　西日本767滝』 北中康文/写真・文、2006年、山と渓谷社